# Hans Luber (Ingenieur)
Hans Luber (* 17. Februar 1930 in München; † 18. Januar 2013 ebenda) war ein deutscher Bauingenieur und Verbandsfunktionär.

## Leben
Hans Luber promovierte 1961 an der Fakultät für Bauwissenschaften der Technischen Hochschule München zum Dr.-Ing. Er gehörte zwischen 1984 und 1991 dem Beirat des Bayerischen Bauindustrieverbandes e.V. an und war von 1987 bis 1993 Vorsitzender dessen Bezirksverbandes München/Oberbayern. Von 1991 bis 1999 war er Vorsitzender des Deutschen Beton-Vereins und wurde nach seinem Ausscheiden mit dem Ehrenvorsitz des Vereins geehrt.
In seine Amtszeit fällt die Integration neuer Mitglieder aus Ostdeutschland sowie die Vorbereitung des Umzugs der Geschäftsstelle des Vereins nach Berlin. Außerdem wurde die Vereinstätigkeit auf den Bereich Bautechnik ausgeweitet. Luber setzte sich außerdem für die Förderung der Bauforschung und den wissenschaftlichen Austausch mit den Verbänden der Nachbarländer ein.

## Ehrungen
- 1996: Verdienstkreuz am Bande der Bundesrepublik Deutschland
- 1999: Ehrenvorsitzender des Deutschen Beton- und Bautechnik-Vereins